# Erotes

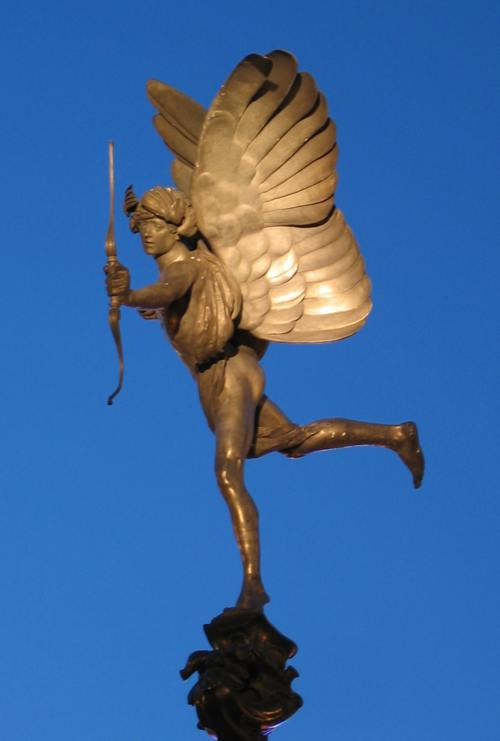
Anteros, popularmente llamado Eros, por Alfred Gilbert, 1885 en Piccadilly Circus.

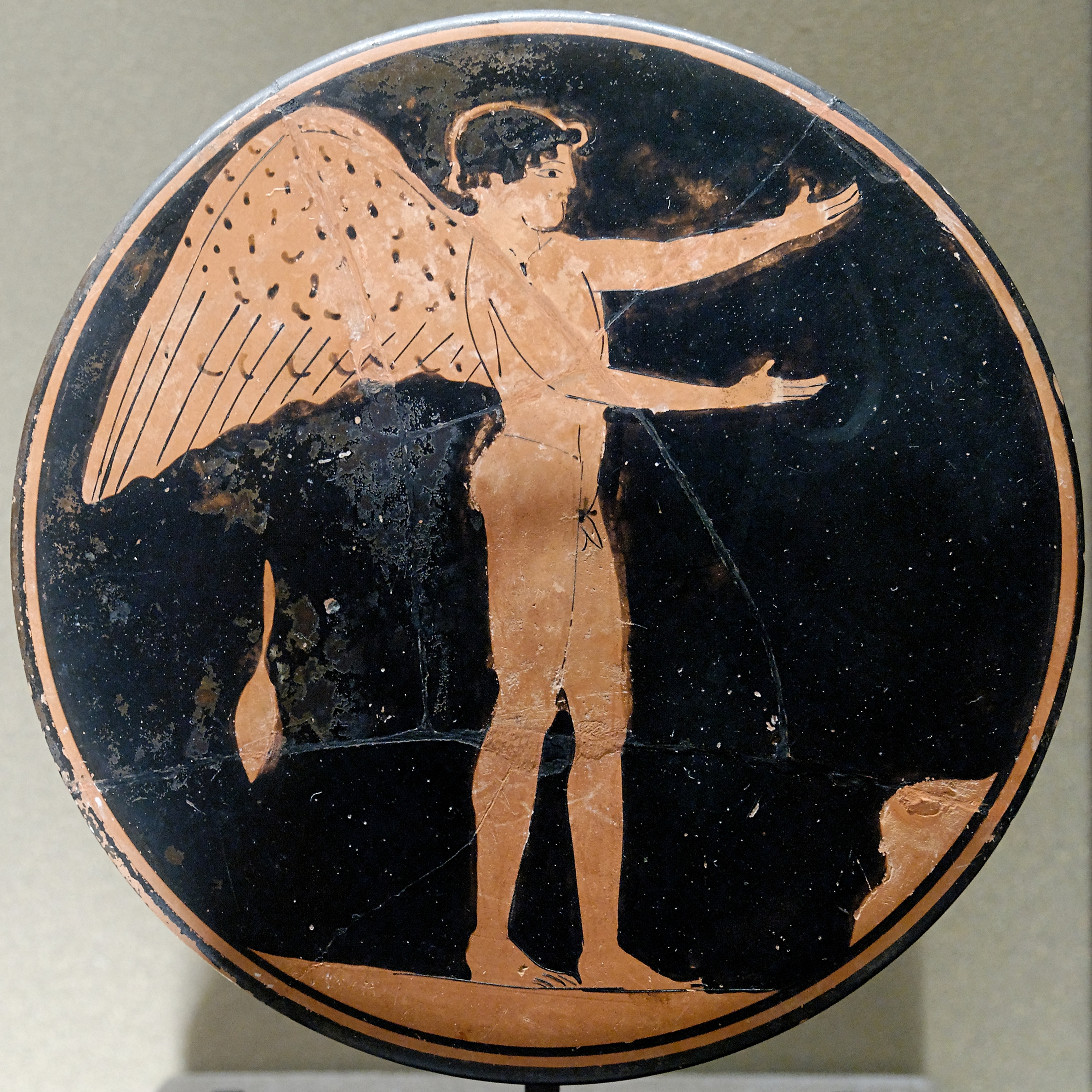
Eros cerámica ática de figuras rojas, Circa -

Los Erotes (Ἔρωτες / Érōtes), Amores o amorcillos eran una suerte de genios divinos alados y masculinos que personificaban los aspectos del amor en la mitología griega. El término «erotes» hace referencia específicamente a los acompañantes del séquito de Afrodita que eran representados junto a la diosa en las artes plásticas, con la apariencia de efebos. El término colectivo «ἔρωτες («erotes») es simplemente el plural de «ἔρως» («eros»): eran en origen simples multiplicaciones de Eros, el dios erótico por excelencia. Son el equivalente a los Cupidos o Amoretti de la mitología romana. 
Esquilo dice que Afrodita era la madre, sin especificar si existió para ello consorte alguno, de los amorcillos:
«Junto a su madre querida [Afrodita] están como aliados Potos y aquella a quien nada se niega: la Persuasión, que produce su encanto. Y se le asigna también a Harmonía su parte en Afrodita en el susurro y el trato de Amores».
Pausanias nos habla de los Amores en su conjunto:
«Después del santuario de Dioniso hay un templo de Afrodita y una imagen de marfil de Afrodita, de sobrenombre Praxis («acción»). Ésta es la más antigua del templo. También la diosa Peito («persuasión»), y otra diosa que llaman Parégoro («consejera») son obra de Praxíteles. De Escopas son Eros, Hímero y Poto, si es que son diferentes sus obras, como lo son sus nombres».

Tardíamente Natalis Comes también especifica su filiación:
«Cantamos la cadena de muchos nombres de Afrodita y la gran fuente real de la que nacieron todos los alados Amores inmortales».

## Catálogo de Amores

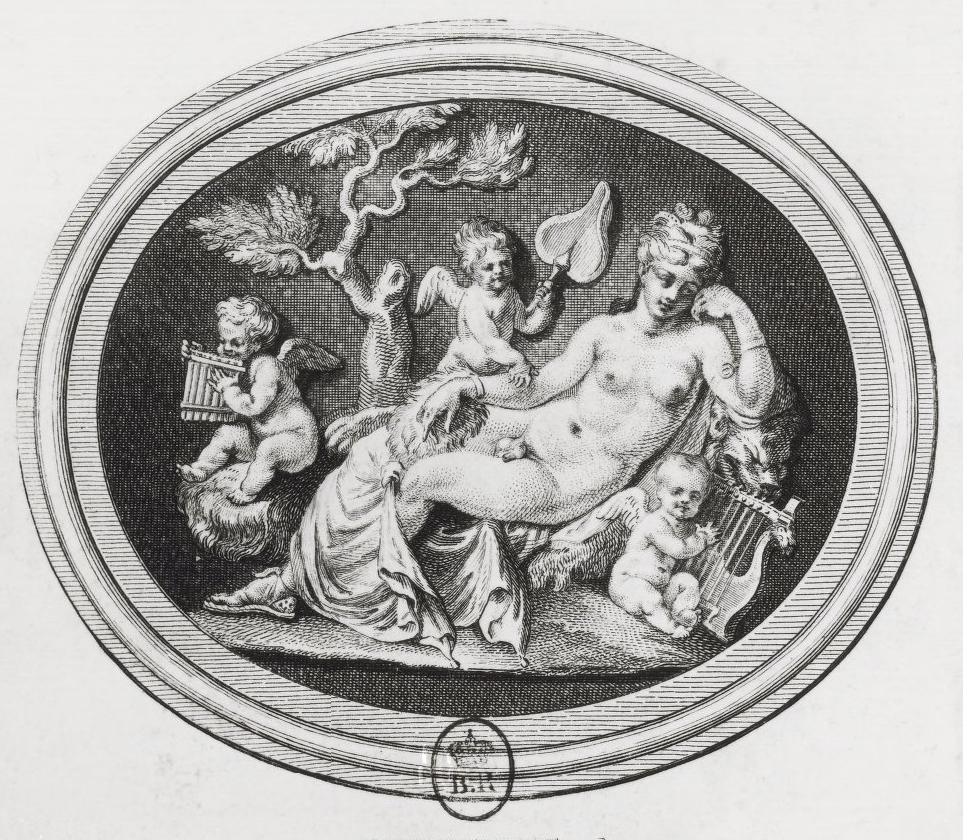
Un grabado de Hermafrodito recostado sobre una piel de león, con cupidos tocando instrumentos musicales. Una copia de un antiguo camafeo romano.

De todos los geniecillos alados los siguientes tienen presencia en el séquito de Afrodita:

### Anteros
Anteros (Ἀντέρως / Antérōs, «amor recíproco o correspondido» era también el vengador del amor sin correspondencia. Era hijo de Afrodita y Ares, por tanto, hermano de Eros. Originalmente Anteros se opuso a Eros y luchó contra él, conflicto que también se concibe como la rivalidad existente entre dos amantes. Anteros castigaba a los que desdeñaban y no correspondían al amor de otros, por lo que es el vengador o deus ultor de Cupido.
Anteros se le suele representar como un hermoso joven de larga cabellera, similar a Eros en todos los sentidos, aunque a veces con alas de mariposa, y arco con flechas.

### Eros
Eros (Ἔρως / Érōs: «amor, deseo, pasión, atracción») era el dios original del amor y uno de los cuatro dioses primordiales, hijo de Afrodita y Ares. De acuerdo con la tradición iniciada por Eratóstenes, Eros era principalmente el protector del amor entre hombres, mientras Afrodita presidía sobre el amor de los hombres por las mujeres. Debido esto, Eros se asoció con el atletismo (reservado a los hombres), erigiendo estatuas en los gimnasios, más concretamente en las palestras, uno de los principales lugares de reunión de los hombres con sus amados.
Era representado a menudo llevando una lira, o un arco con flechas. También se lo representaba acompañado de delfines, flautas, gallos, rosas y antorchas.

### Hedílogo
Hedílogos (Ἡδυλόγος / Hēdylógos, «palabras dulces»), era el dios del engatusamiento y la adulación. No se menciona en texto alguno, sino que se representa en las antiguas pinturas de cerámica griega.

### Hermafrodito
Hermafrodito (Ἑρμαφρόδιτος) fue el origen del hermafroditismo y es hijo de Hermes y Afrodita (de los cuales recibió su nombre). Según el poeta Ovidio, Hermafrodito nació siendo un niño muy hermoso, del que la ninfa Salmacis se enamoró y rogó estar unidos para siempre. Los dioses fusionaron sus dos cuerpos en uno solo, transformándolo en una forma andrógina con atributos femeninos y masculinos, es decir, intersexual. El mito representa la unión inseparable entre hombre y mujer (cf. Afrodito).

### Himeneo
Himen (Ὑμήν) o Himeneo (Ὑμεναιος) era el dios del «matrimonio y el canto nupcial». Era hijo de Afrodita y Dioniso, pero otras historias le dan un origen legendario. En uno de los fragmentos conservados del Catálogo de mujeres, atribuido a Hesíodo, se dice que Magnes «tuvo un hijo de extraordinaria belleza; Himeneo. Y cuando Apolo vio al muchacho, se enamoró de él y no abandonó la casa de Magnes».
Al menos desde el Renacimiento italiano, Himeneo era generalmente representado en el arte como un hombre joven llevando una guirnalda de flores y sosteniendo una antorcha encendida en una mano.

### Hímero
Hímero (Ἵμερος / Hímeros: «deseo, ansia, anhelo, gana, amor, pasión») era el dios del deseo erótico. 
Al igual que sus hermanos, se lo representa con un arco con flechas, y además solía llevar una taenia, una diadema de colores usada por los atletas.

### Potos
Potos (Πόθος / Póthos: «deseo, ansia, anhelo, nostalgia, falta») representa el anhelo o la nostalgia por el enamorado. En algunas versiones del mito, Poto es el hijo de Afrodita. En el templo de Afrodita en Mégara, había una escultura representando a Potos junto con Eros e Hímero.
Se lo representaba llevando una vid, lo que indica una conexión con el vino o el dios Dioniso. Potos es el nombre de la flor blanca Asphodelus albus, que se utilizaba en los funerales de la Antigua Grecia.

### Ptono
En algunas representaciones Ptono (Φθόνος, Phthónos), la personificación de la «envidia», es uno de los amorcillos representando de esta manera los celos amorosos.

## Enlaces externos

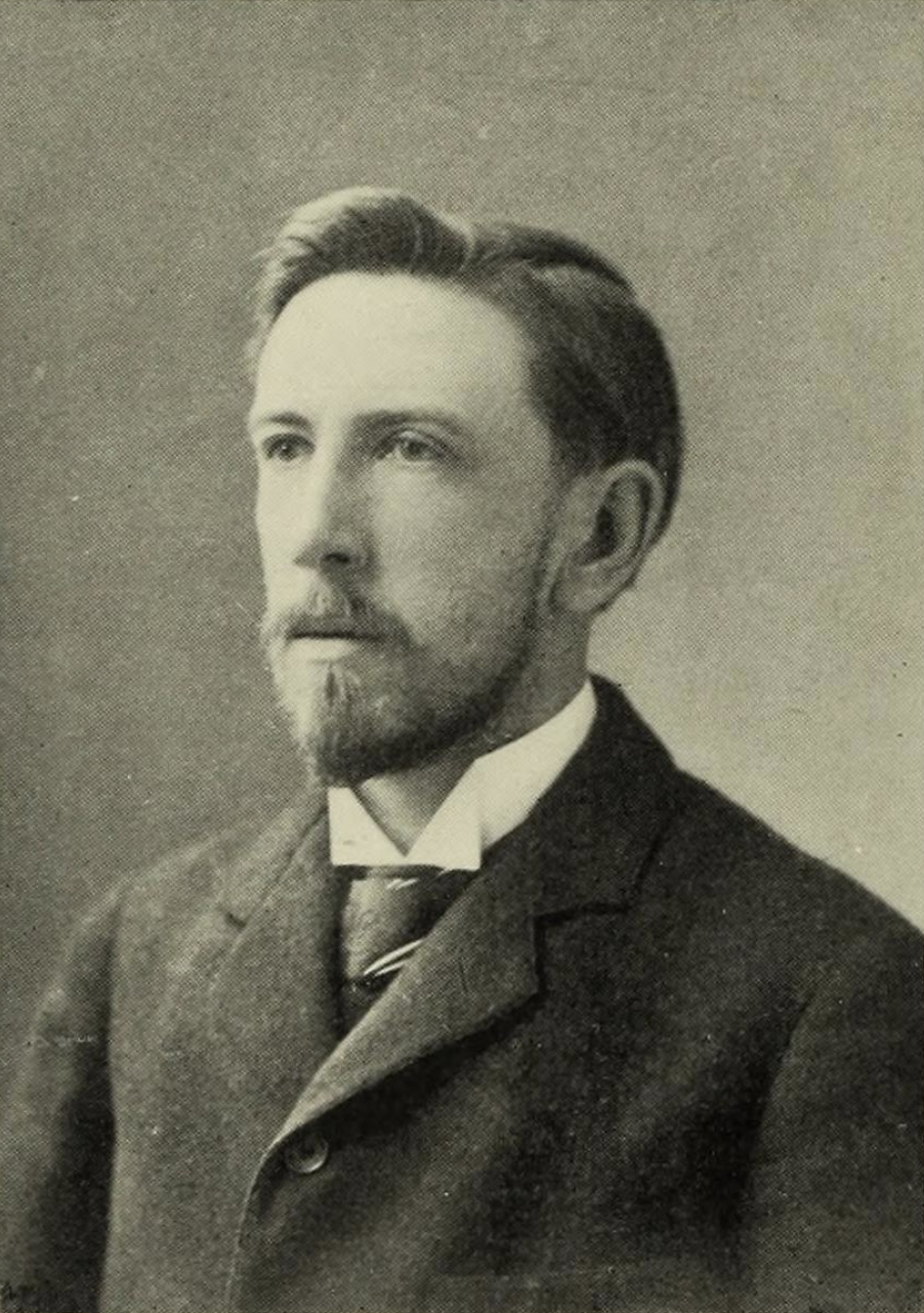
Arthur Fairbanks
(foto publ. en 1899).